# Liste der Biografien/Cs
Liste der Biografien |
Portal Biografien |
Personensuche
# |
A |
B |
C |
D |
E |
F |
G |
H |
I |
J |
K |
L |
M |
N |
O |
P |
Q |
R |
S |
T |
U |
V |
W |
X |
Y |
Z |
?
 
Ca |
Cb |
Cc |
Ce |
Ch |
Ci |
Cj |
Ck |
Cl |
Cm |
Cn |
Co |
Cr |
Cs |
Ct |
Cu |
Cv |
Cw |
Cy |
Cz
Die Liste der Biografien führt alle Personen auf, die in der deutschsprachigen Wikipedia einen Artikel haben. Dieses ist eine Teilliste mit 197 Einträgen von Personen, deren Namen mit den Buchstaben „Cs“ beginnt.

## Cs

### Csa
- Csabi, Petra (* 2002), tschechische Tennisspielerin
- Csahóczi, Csanád (* 2002), ungarischer Sprinter
- Csajághy, Sándor (1810–1860), Bischof des Csanáder Bistums
- Csajka, Chantal (* 1969), Schweizer Pharmazeutin
- Csák, Ibolya (1915–2006), ungarische Leichtathletin
- Csák, János (* 1962), ungarischer Politiker und Manager
- Csák, József (* 1966), ungarischer Judoka
- Csákány, Eugen (1923–2006), ungarisch-deutscher Fußballspieler
- Csákány, István (* 1978), rumänischer Bildhauer und Installationskünstler
- Csákány, Zsuzsa (* 1949), ungarische Filmeditorin
- Csákányi, László (1921–1992), ungarischer Schauspieler und Chansonnier
- Csaki-Copony, Grete (1893–1990), deutsche Malerin, Zeichnerin und Lyrikerin der Klassischen Moderne
- Csaknády, Jenő (1924–2001), ungarischer Fußballtrainer
- Csáky, Albin (1841–1912), ungarischer Politiker, Geheimer Rat, Minister für Kultus und Unterricht und Hofbeamter
- Csáky, Imre (1672–1732), Kardinal der Römischen Kirche
- Csáky, Imre (1882–1961), ungarischer Politiker
- Csáky, István (1894–1941), ungarischer Politiker
- Csáky, József (1888–1971), ungarisch-französischer Bildhauer, Zeichner und Puppenkünstler
- Csáky, Károly (1873–1945), ungarischer General der Infanterie und Verteidigungsminister
- Csáky, Moritz (* 1936), österreichischer Historiker und Kulturwissenschaftler
- Csáky, Nikolaus (1698–1757), Erzbischof von Gran und Fürstprimas von Ungarn
- Csáky, Pál (* 1956), ungarischer Politiker in der Slowakei, Mitglied des Nationalrats, MdEP
- Csallner, Alfred Karl (1895–1992), deutscher Pfarrer, Bevölkerungsstatistiker und Schriftsteller
- Csallner, Jürgen (* 1943), deutscher Politiker (SPD)
- Csampai, Attila (* 1949), deutscher Musikwissenschaftler
- Csampai, Mercedesz (* 1991), schwedische MusicaldarstellerinMercedesz Csampai (* 1991)

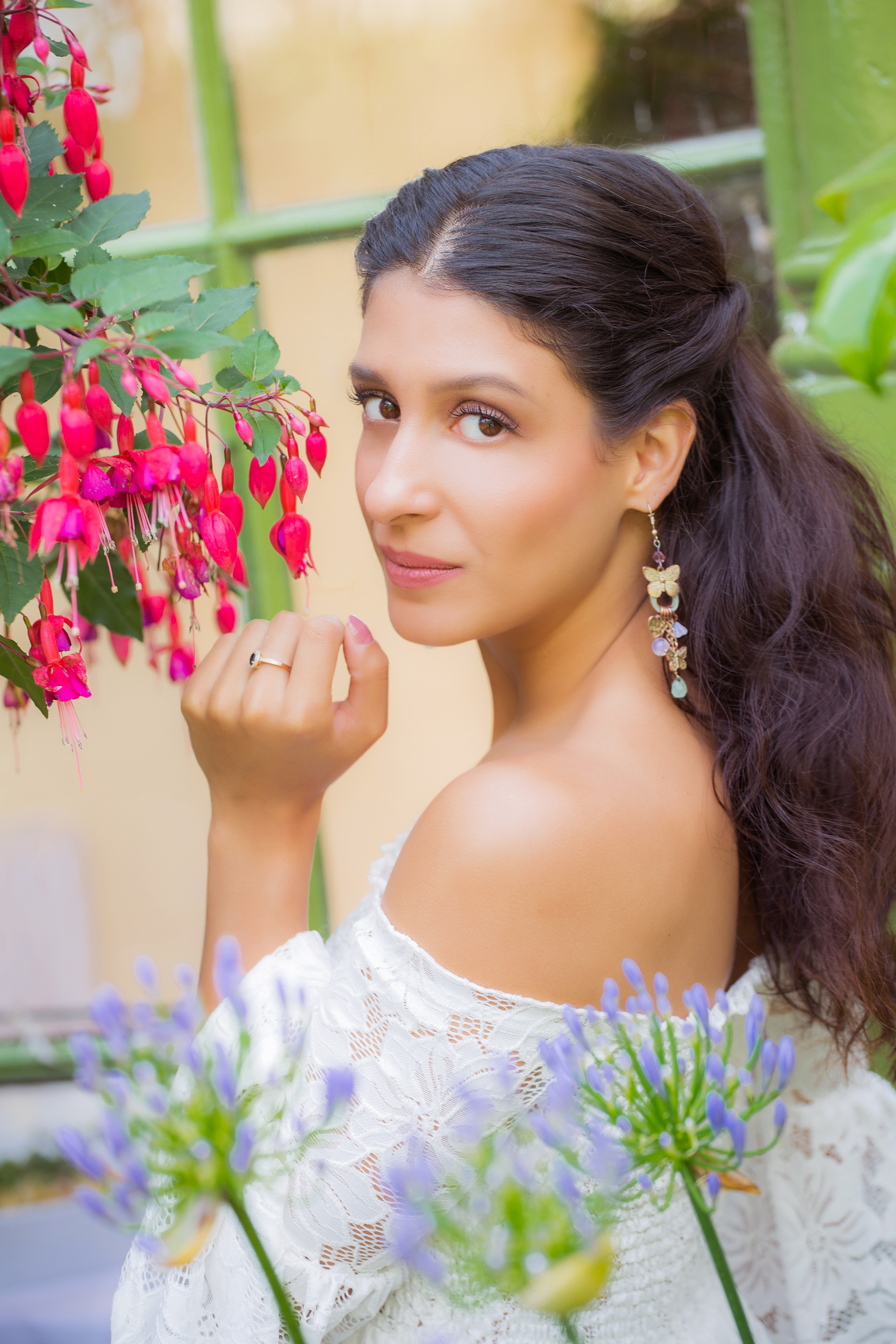
Mercedesz Csampai (* 1991)

- Csampai, Monika (* 1963), deutsche Musikwissenschaftlerin, Sängerin und Kulturmanagerin
- Csampai, Sabine (* 1952), deutsche Krimiautorin, Münchner Kommunalpolitikerin
- Csanádi, Pál (1572–1636), Mediziner, Philosoph und Leiter der Unitarischen Kirche in Siebenbürgen
- Csanády, György András (1958–2011), ungarischer Chemiker und Toxikologe
- Csanda, Lajos (* 1949), ungarischer Badmintonspieler
- Csandl, Franz (1948–2023), österreichischer Boxer
- Csandl, Jürgen (* 1988), österreichischer Fußballspieler und -trainer
- Csandl, Stefan (* 1988), österreichischer Voltigierer
- Csányi, György (1922–1978), ungarischer Leichtathlet
- Csányi, Sándor (* 1953), ungarischer Geschäftsmann
- Csányi, Valéria (* 1958), ungarische Dirigentin
- Csaplár, András (1912–1995), ungarischer Langstreckenläufer
- Csaplár, Josef (* 1962), tschechischer Fußballspieler und -trainer
- Csaplovics, Johann von (1780–1847), ungarischer Jurist und Schriftsteller
- Csapó, Gábor (1950–2022), ungarischer Wasserballer
- Csapó, Géza (* 1950), ungarischer Kanute
- Csar, Christine (* 1957), österreichische Schauspielerin und Theaterregisseurin
- Csar, Günter (* 1966), österreichischer Nordischer Kombinierer und Trainer
- Csar, Peter (* 1961), österreichischer Politiker (ÖVP), Landtagsabgeordneter
- Császár, Ákos (1924–2017), ungarischer Mathematiker
- Császár, Attila (1958–2017), ungarischer Kanute
- Császár, Gábor (* 1984), ungarischer Handballspieler
- Csaszkóczy, Michael (* 1970), deutscher Lehrer, Antifa-Aktivist
- Csatári, József (1943–2021), ungarischer Ringer
- Csatari, Larissa (* 1989), Schweizer Judoka
- Csatáry, László (1915–2013), ungarischer NS-Kriegsverbrecher
- Csatay, Lajos (1886–1944), ungarischer Generaloberst, Politiker und Verteidigungsminister (1943/44)
- Csáth, Géza (1887–1919), ungarischer Schriftsteller und Prosaist
- Csath, Magdolna (* 1943), ungarische Wirtschaftswissenschaftlerin und Hochschullehrerin
- Csathó, Tamás (* 1956), ungarischer Radrennfahrer
- Csávás, László (* 1934), ungarischer Skispringer
- Csay, Renáta (* 1977), ungarische Kanutin

### Cse
- Csebits, Catherine (* 1999), Schweizer Handballspielerin
- Csecsei, Petra (* 1975), deutsche Schauspielerin
- Cséfay, Sándor (1904–1984), ungarischer Feldhandballspieler und -trainer
- Cseh, Christian (* 1971), österreichischer Eishockeytorwart
- Cseh, Ervin (1838–1918), ungarisch-kroatischer Politiker und Minister
- Cseh, Katalin (* 1988), ungarische Politikerin, MdEP
- Cseh, László (1910–1950), ungarischer Fußballspieler
- Cseh, László (* 1985), ungarischer Schwimmer
- Cseh, Martin (* 1988), slowakischer Fußballspieler
- Cseh, Tamás (1943–2009), ungarischer Liedermacher, Sänger und Schauspieler
- Csehák, Judit (* 1940), ungarische kommunistische Politikerin, Mitglied des Parlaments
- Csehi, Zoltán (* 1965), ungarischer Jurist und Richter am Europäischen Gerichtshof
- Csejka, Gerhardt (1945–2022), deutsch-rumänischer Übersetzer
- Cséke, Csaba (* 1974), ungarischer Biathlet und Skilangläufer
- Cseke, Zsolt Sándor (* 1988), rumänischer TurniertänzerZsolt Sándor Cseke (* 1988)

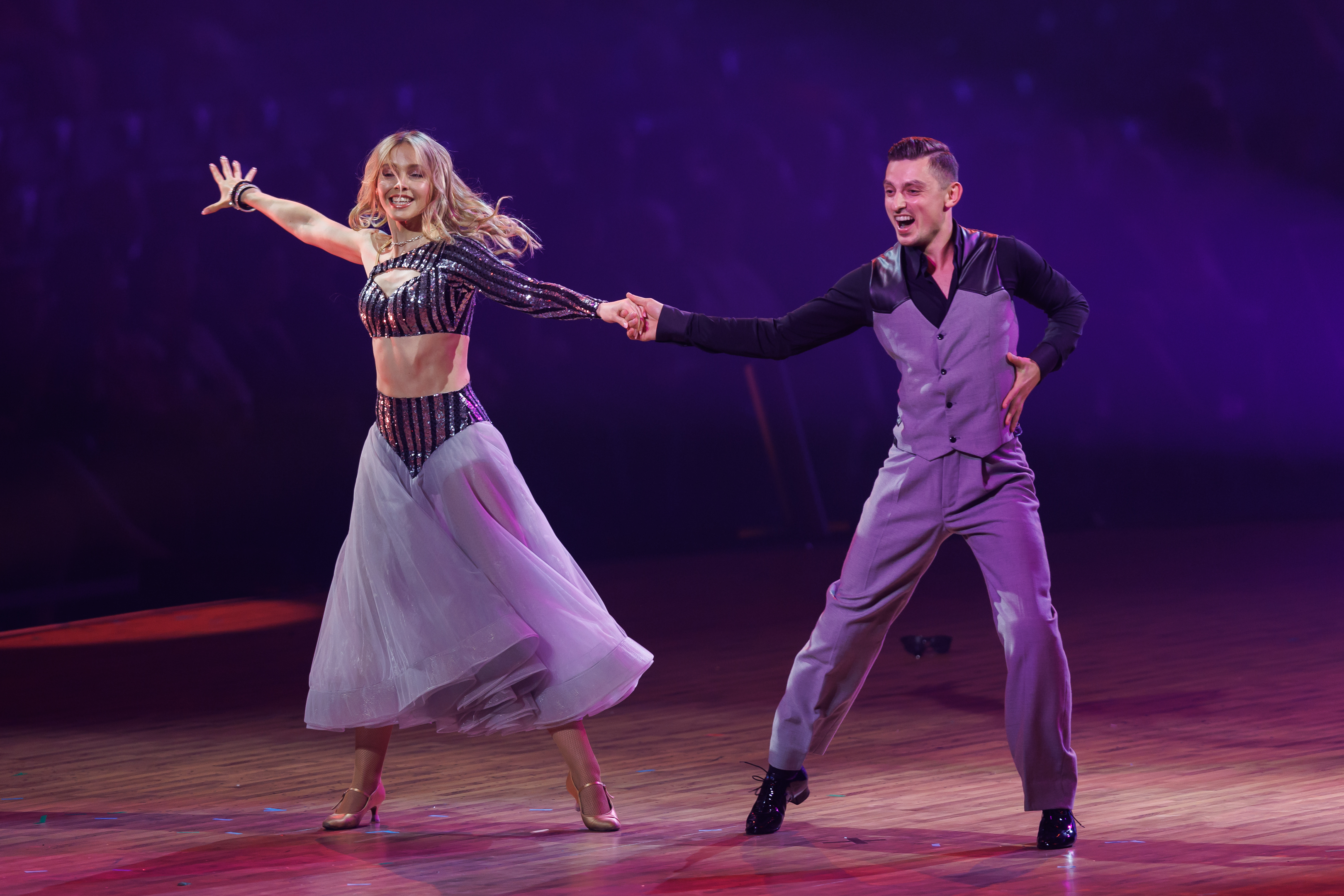
Zsolt Sándor Cseke (* 1988)

- Csekonics, Joseph von (1757–1824), österreichischer Generalmajor und Begründer der österreichischen Pferdezucht
- Cselőtei, László (1925–2012), ungarischer Agrarwissenschaftler, Hochschullehrer und Politiker, Mitglied des Parlaments
- Csemer, Boglárka (* 1986), ungarische Sängerin und Komponistin
- Csemez, Andrej (* 1998), slowakischer Boxer
- Csemiczky, Miklós (* 1954), ungarischer Komponist und Musikpädagoge
- Csenar, Robert (* 1940), österreichischer Radsportler
- Csendes, Peter (* 1944), österreichischer Historiker
- Csengeri, Kálmán (* 1959), ungarischer Gewichtheber
- Csengery, Antal (1822–1880), ungarischer Journalist und Politiker
- Csepreghi, Iuliu Alexandru (* 1987), rumänischer Handballspieler
- Cserépy, Arzén von (1882–1958), ungarischer Filmregisseur und Filmproduzent
- Csergheő, Géza von (1840–1895), österreichisch-ungarischer Offizier und Heraldiker
- Csergő, Hunor (* 1995), rumänischer Eishockeyspieler
- Cserhalmi, György (* 1948), ungarischer Film- und Theaterschauspieler
- Cserháti, Ferenc (1947–2023), deutscher römisch-katholischer Geistlicher, Weihbischof in Esztergom-Budapest
- Csermák, Antal (1774–1822), ungarischer Komponist und Violinist
- Csermák, József (1932–2001), ungarischer Hammerwerfer und Olympiasieger
- Csermely, József (* 1945), ungarischer Ruderer
- Cserna-Szabó, András (* 1974), ungarischer Schriftsteller
- Csernai, Pál (1932–2013), ungarischer Fußballspieler und -trainer
- Csernai, Tibor (1938–2012), ungarischer Fußballspieler
- Csernai, Zoltán (1925–2005), ungarischer Science-Fiction-Autor
- Cserni, Béla (1842–1916), österreich-ungarischer Archäologe, Lehrer, Museumsleiter und Botaniker
- Cserni, János (* 1945), ungarischer Badmintonspieler
- Csernoch, János (1852–1927), ungarischer Geistlicher, Erzbischof von Esztergom, Kardinal der römisch-katholischen Kirche
- Csernoviczki, Éva (* 1986), ungarische Judoka
- Csernus, Sándor (* 1950), ungarischer Historiker
- Csernus, Tibor (1927–2007), ungarischer Maler
- Csernus, Valér (* 1948), ungarischer Neuroendokrinologe
- Csernyin, Alexander (* 1960), ungarischer Schachspieler mit sowjetischen Wurzeln
- Cservenschi, Malvina (* 1979), rumänische Fernsehmoderatorin
- Cservenyák, Tibor (* 1948), ungarischer Wasserballspieler
- Cseszneky, György, ungarischer Adliger
- Cseszneky, Gyula (* 1914), ungarischer Dichter und Abenteurer
- Cseszneky, Jakab, ungarischer Aristokrat
- Csete, György (1937–2016), ungarischer Architekt
- Cseterki, Lajos (1921–1983), ungarischer kommunistischer Politiker, Mitglied des Parlaments
- Csézy (* 1979), ungarische Sängerin

### Csi
- Csiba, László (* 1949), deutscher Schriftsteller
- Csicsaky, Tamaș (* 1980), rumänischer Straßenradrennfahrer
- Csicserics von Bacsány, Maximilian (1865–1948), österreichisch-ungarischer General der Infanterie im Ersten Weltkrieg
- Csihar, Attila (* 1971), ungarischer SängerAttila Csihar (* 1971)

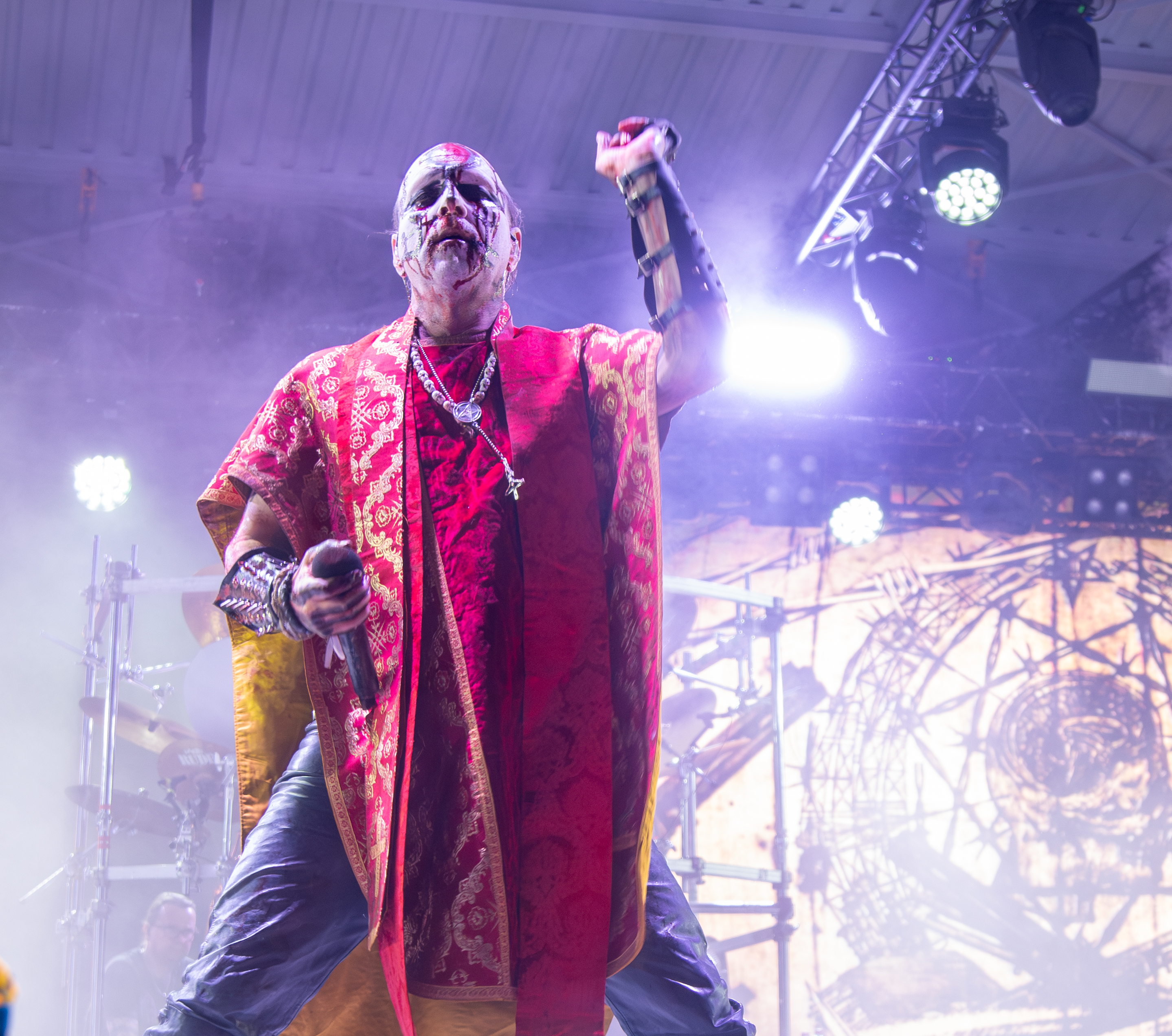
Attila Csihar (* 1971)

- Csik, Ferenc (1913–1945), ungarischer Schwimmer
- Csík, Gusztáv (* 1943), ungarischer Jazzpianist
- Csik, Levente (* 1974), rumänischer Fußballspieler
- Csík, Tibor (1927–1976), ungarischer Boxer im Bantamgewicht
- Csikány, József (* 1943), ungarischer Schwimmer
- Csiki, Norbert (* 1991), ungarischer Fußballspieler
- Csiki, Renáta (* 1994), ungarische Handball- und Beachhandballspielerin sowie Trainerin
- Csikós, Gyula (1917–2009), ungarischer Radrennfahrer
- Csíkos, Luca (* 2005), ungarische Handballspielerin
- Csikós, Mihály (* 1933), ungarischer Radrennfahrer
- Csíkszentmihályi, Mihály (1934–2021), US-amerikanischer PsychologeMihály Csíkszentmihályi (1934–2021)

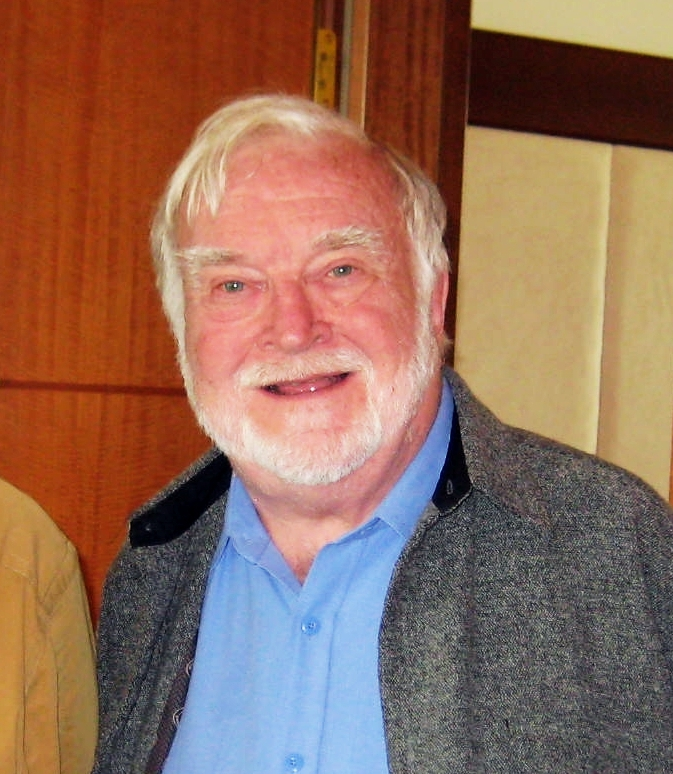
Mihály Csíkszentmihályi (1934–2021)

- Csiky, Gregor (1842–1891), ungarischer Schriftsteller
- Csillag, Anna (1852–1940), österreichisch-ungarische Unternehmerin
- Csillag, Aurélie (* 2003), Schweizer Fussballspielerin
- Csillag, Hermann (* 1852), ungarischer Geiger
- Csillag, Rosa (1832–1892), ungarisch-österreichische Opernsängerin (Mezzosopran)
- Csillag, Stephen (1907–1969), ungarisch-US-amerikanischer Filmtechniker und Filmeditor
- Csillag, Terka (1867–1943), ungarische Schauspielerin
- Csillik, Bertalan (1927–2012), ungarischer Anatom und Neurowissenschaftler
- Csima, Douglas (* 1985), kanadischer Ruderer
- Csipes, Ferenc (* 1965), ungarischer Kanute
- Csipes, Tamara (* 1989), ungarische Kanutin
- Csipke, Zsolt (* 1968), ungarischer Fußballspieler
- Csire, József (1926–2011), rumänischer Geiger, Dirigent und Komponist
- Csiszár, Henrietta (* 1994), ungarische Fußballspielerin
- Csiszár, Imre (* 1938), ungarischer Mathematiker
- Csiszar, Klara A. (* 1981), rumänisch-ungarisch-österreichische Pastoraltheologin und Universitätsprofessorin
- Csiszér, Levente (* 1981), ungarischer Badmintonspieler
- Csitkovits, Erich (* 1961), österreichischer Militär
- Csizmadia, Csaba (* 1985), ungarischer Fußballspieler
- Csizmadia, Imre (1932–2022), ungarisch-kanadischer Chemiker
- Csizmadia, István (* 1944), ungarischer Kanute
- Csizmár, Dávid (* 1981), ungarisch-deutscher Sänger (Bariton) und Chorleiter
- Csizmas, Michael (* 1928), ungarischstämmiger Jurist

### Cso
- Csobadi, Thomas (* 1992), österreichischer Fußballspieler
- Csoboth, István (* 1936), Brigadegeneral des Heeres der Bundeswehr
- Csoboth, Kevin (* 2000), ungarischer Fußballspieler
- Csóka, Gizella (* 1932), ungarische Mittelstreckenläuferin
- Csóka, János Lajos (1904–1980), ungarischer Benediktinermönch, Lehrer und Archivar
- Csóka, Nándor (* 1996), ungarischer Boxer
- Csokas, Marton (* 1966), neuseeländischer SchauspielerMarton Csokas (* 1966)

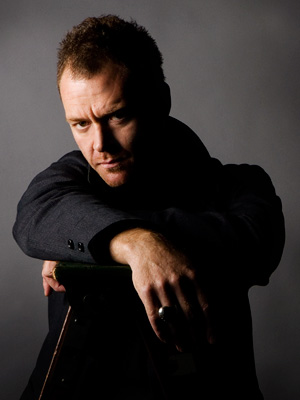
Marton Csokas (* 1966)

- Csókási, Gabriella (* 1995), ungarische Squashspielerin
- Csoklich, Fritz (1929–2009), österreichischer Journalist
- Csoknyai, István (* 1964), ungarischer Handballspieler und Handballtrainer
- Csokonai Vitéz, Mihály (1773–1805), ungarischer Dichter
- Csokor, Franz Theodor (1885–1969), österreichischer Schriftsteller
- Csollány, Maria (1932–2018), niederländische Übersetzerin
- Csollány, Szilveszter (1970–2022), ungarischer Turner
- Csom, István (1940–2021), ungarischer Schachspieler und -schiedsrichter
- Csoma, Sándor (1784–1842), ungarischer Forschungsreisender, Tibetologe
- Csomor, Ágnes (* 1979), ungarische Schauspielerin
- Csomor, Erika (* 1973), ungarische Duathletin, Triathletin und Langstreckenläuferin
- Csongár, Álmos (1920–2016), deutscher Schriftsteller, Publizist, Philosoph und Nietzsche-Kenner
- Csöngei, Franz (1913–2004), österreichischer Eishockeyspieler
- Csongrádi, László (* 1959), ungarischer Säbelfechter
- Csonka, János (1852–1939), ungarischer Erfinder
- Csonka, Larry (* 1946), US-amerikanischer American-Football-Spieler
- Csonkics, Tünde (* 1958), ungarische Schachmeisterin
- Csontos, Gabor (* 1966), deutscher Volleyballspieler
- Csontváry, Tivadar Kosztka (1853–1919), ungarischer MalerTivadar Kosztka Csontváry (1853–1919)

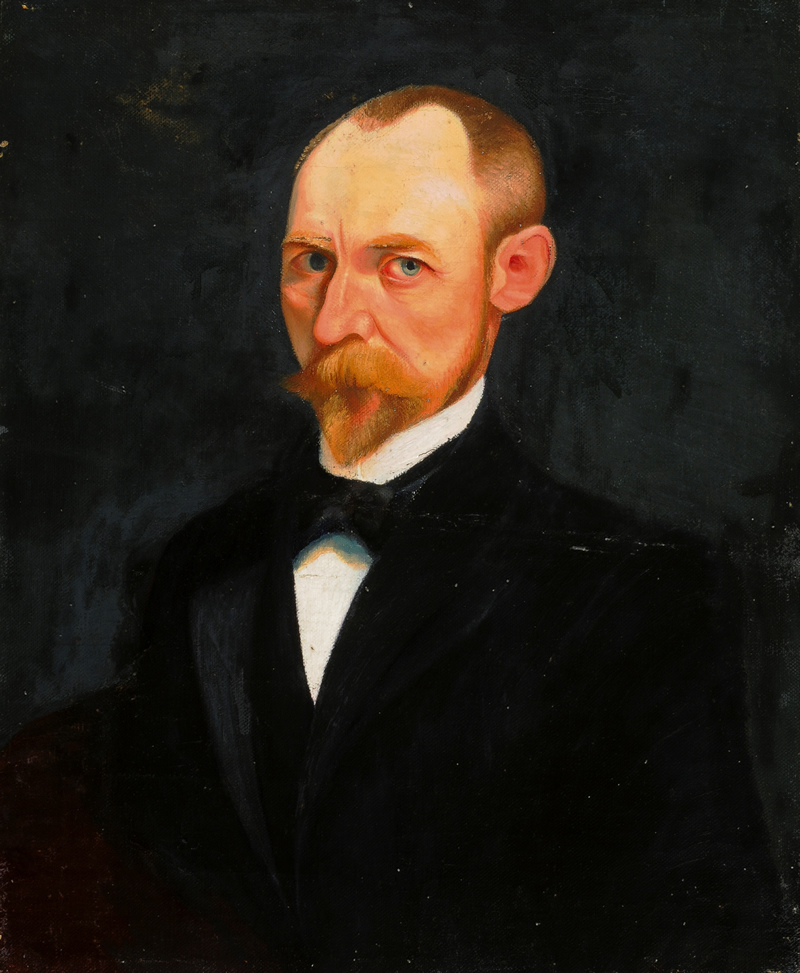
Tivadar Kosztka Csontváry (1853–1919)

- Csorba, András (1948–1972), ungarischer Radrennfahrer
- Csordás, György (1928–2000), ungarischer Schwimmer
- Csordás, Lajos (1932–1968), ungarischer Fußballspieler
- Csörgits, Renate (* 1954), österreichische Politikerin (SPÖ), Abgeordnete zum Nationalrat
- Csörgő, Attila (* 1965), ungarischer Künstler
- Csorich von Monte Creto, Anton (1795–1864), österreichischer Feldmarschallleutnant und Kriegsminister
- Csorich von Monte Creto, Franz (1772–1847), österreich-ungarischer Feldmarschallleutnant
- Csorich, Marian (* 1979), polnischer Eishockeyspieler
- Csorich, Stefan (1921–2008), polnischer Eishockeyspieler und -trainer
- Csörnyei, Marianna (* 1975), ungarische Mathematikerin
- Csősz, Ferenc (1921–2007), ungarischer Kunstmaler und Bildhauer
- Csősz, Imre (* 1969), ungarischer Judoka
- Csóti, Jusztina (* 1998), ungarische Sprinterin
- Csotonyi, Julius T. (* 1973), ungarisch-kanadischer Paläokünstler, Mikrobiologe und naturgeschichtlicher Illustrator

### Csr
- Csrnko, Thomas R., US-amerikanischer Offizier, Generalmajor der US-Army

### Csu
- Csuhaj-Barna, Tibor (* 1964), ungarischer Jazzmusiker (Kontrabass, Komposition)
- Csuka, Liliane (* 1935), Schweizer Künstlerin
- Csupó, Gábor (* 1952), ungarischer Zeichner, Schriftsteller, Regisseur und Musikproduzent
- Csupor, Ludovic (1911–1985), ungarisch-rumänischer kommunistischer Politiker in Rumänien
- Csurgó, Virág (* 1972), ungarische Tennisspielerin
- Csurka, István (1934–2012), ungarischer Journalist
- Csuzdi, Csaba (* 1959), ungarischer Zoologe